# ENIAC

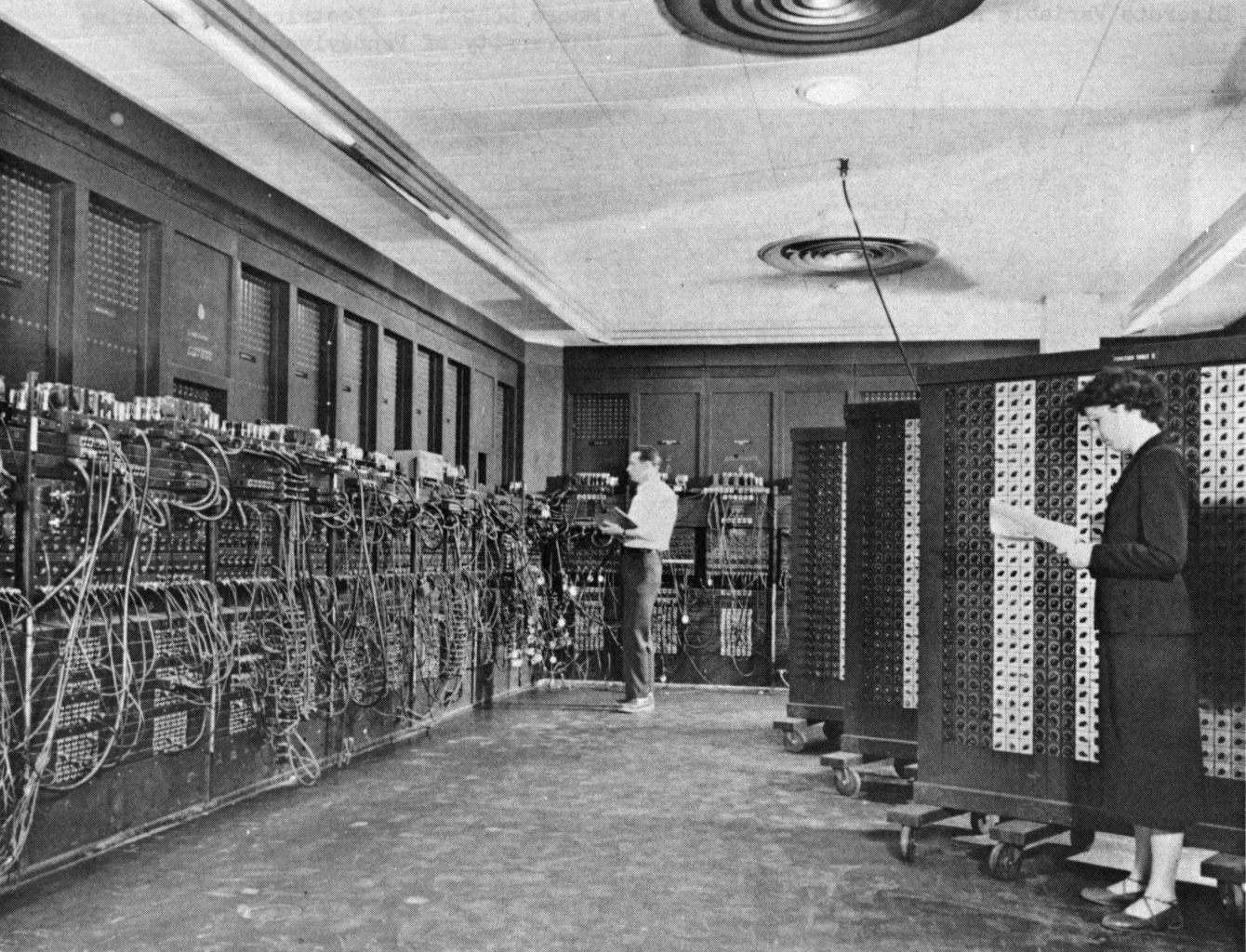
De ENIAC

De ENIAC was een computer gebouwd voor het Amerikaanse leger. De bouw begon in 1943 en de computer werd onthuld op 14 februari 1946. Daarmee was de ENIAC de tweede elektronische computer die gebouwd werd, na de Britse Colossus. De naam is een acroniem en staat voor  Electronic Numerical Integrator And Computer. De ENIAC kostte indertijd bijna 500.000 dollar. Het bestond uit 19.000 radiobuizen en was mede daardoor gigantisch groot. De ENIAC woog 30 ton. Pas veel later werden computers kleiner en lichter toen de radiobuizen werden vervangen door transistors en nog weer later door microchips.

## Programmeren van de ENIAC
Zes vrouwen werden ingehuurd als programmeurs om aan de Universiteit van Pennsylvania te werken aan het geheime ENIAC-project: Kay McNulty, Jean Bartik, Betty Holberton, Marlyn Wescoff, Frances  Spence en Ruth Lichterman. Het programmeren van de ENIAC was een lastige klus omdat dit inhield dat de radiobuizen op een andere manier met elkaar moesten worden verbonden. Pas bij latere computers werd het softwarematig programmeren ingevoerd. De ENIAC was bedoeld voor het snel kunnen berekenen van trajecten van granaten en raketten. Voor de bouwers was de machine te laat klaar om nog een rol te kunnen spelen in de oorlog. De ENIAC was de supercomputer van zijn tijd. Een kundig persoon kon in twintig uur een zestig seconden durend traject berekenen, een "analoog differentiaal analyser" deed er vijftien minuten over, terwijl ENIAC in dertig seconden klaar was. Vergeleken met hedendaagse apparatuur kon het apparaat niet veel, maar voor die tijd was het een revolutionaire ontwikkeling. De ENIAC vulde een grote kamer, terwijl hetzelfde werk tegenwoordig kan worden gedaan door een chip ter grootte van enkele vierkante millimeters.
In 1955 werd ENIAC onherstelbaar beschadigd door blikseminslag.

## Programmeerbare elektronische computer
Vele jaren werd de ENIAC onterecht aangezien als de eerste programmeerbare elektronische computer. Twee jaar vóór ENIAC was in Bletchley Park (Engeland) de Colossus reeds operationeel. Deze computer werd tijdens de Tweede Wereldoorlog gebruikt om de Duitse geheime telexberichten, gecodeerd met de Lorenz-machine, te kraken. Colossus begon zijn werk vanaf januari 1944. De bouw hiervan werd echter topgeheimgehouden door de Britse inlichtingendienst waardoor alle eer naar de ENIAC ging. Verrassend genoeg was het het Amerikaanse National Security Agency dat bij het vrijgeven van 50 jaar oude archieven zelf het bewijs leverde dat de Britten hen voor waren geweest.
De ENIAC wordt beschouwd als de eerste voor meerdere doelen (general purpose) gebouwde elektronische decimale computer. De eerste elektronische digitale computer, echter voor een specifiek doel, was de Atanasoff-Berry Computer die in de periode 1937-1942 in de VS werd gebouwd.

## Trivia
De ENIAC werd op 14 februari 1946 onthuld. Op 15 februari werd de computer officieel ingewijd. Die dag wordt sinds 2011 in Philadelphia gevierd als ENIAC-dag.